# Grand prix Paris Match du photojournalisme
Le grand prix Paris Match du photojournalisme est un prix de photographie français décerné par l'hebdomadaire Paris Match, tous les deux ans depuis 1980, à un photojournaliste.
Créé en 1980 par Roger Thérond et Jean-Luc Monterosso, à l'occasion de la 1re édition du Mois de la Photo de Paris, ce prix s’adresse à tous les photographes professionnels œuvrant dans le domaine du reportage.

## Lauréats
- 1980 : Arnaud de Wildenberg, Ouganda, la famine (1er)
- 1982 : Gilles Ouaki, France, l’attentat de la rue des Rosiers (2e)
- 1984 : François Lochon, Iran / Irak, la guerre (3e)
- 1986 : Alain Keler, Éthiopie, déportation des Éthiopiens du nord vers le sud (4e)
- 1988 : Chip Hires, Bangladesh, inondation en septembre 88 (5e)
- 1990 : Jane Evelyn Atwood, Perm, URSS 90, prisons de femmes. (6e)
- 1992 : Luc Delahaye, Sarajevo, la guerre (7e)
- 1994 : Luc Delahaye, Rwanda, l’exode (8e)
- 1996 : Laurent Van der Stockt, Grozny (9e)
- 1998 : Alexandra Boulat, Kosovo (10e)
- 2000 : Éric Bouvet, Vie quotidienne à Grozny (11e)
- 2002 : Pascal Rostain, Les Coulisses du G8 au Canada (12e)
- 2004 : Olivier Jobard, Immigration clandestine : Itinéraires clandestins[2] (13e)
- 2006 : Olivier Laban-Mattei,  La Prise de la Sorbonne et manifs des étudiants à Paris, mai 2006[3] (14e)
- 2008 : Frédéric Sautereau, La République centrafricaine, le conflit oublié[4] (15e)
- 2010 : Olivier Laban-Mattei, Tremblement de terre à Haïti (16e)